# Bệnh nhân số 0
Bệnh nhân số 0 là bệnh nhân được ghi nhận đầu tiên trong dịch bệnh trong dân số, hoặc bệnh nhân được ghi nhận đầu tiên trong một nghiên cứu dịch tễ học.  Nó cũng có thể đề cập đến trường hợp đầu tiên của một tình trạng hoặc hội chứng (không nhất thiết là truyền nhiễm) được mô tả trong tài liệu y khoa, cho dù bệnh nhân được cho là người đầu tiên bị ảnh hưởng.  Một bệnh nhân số 0 có thể đạt được tình trạng của một nghiên cứu trường hợp "kinh điển" trong tài liệu, cũng như Phineas Gage, người được biết đến đầu tiên thể hiện sự thay đổi tính cách dứt khoát do chấn thương não.

## Thuật ngữ
Bệnh nhân số 0 có thể hoặc không thể chỉ ra nguồn gốc của bệnh, sự lây lan có thể xảy ra hoặc ổ chứa bệnh nào giữa các ổ dịch, nhưng có thể mang lại nhận thức về một ổ dịch mới nổi. Các trường hợp trước đó có thể hoặc không thể được tìm thấy và được dán nhãn theo nguồn chính và các nguồn thứ cấp khác, ... Thuật ngữ chính chỉ có thể áp dụng cho các bệnh truyền nhiễm lây từ người sang người và nói đến người đầu tiên mang bệnh vào một nhóm người. Trong dịch tễ học, thuật ngữ này thường được cả các nhà khoa học và nhà báo sử dụng để chỉ cá nhân được biết đến hoặc là người đầu tiên bị nhiễm bệnh hoặc là nguồn gốc của sự bùng phát trong dân số như trường hợp chỉ số, nhưng về mặt kỹ thuật sẽ đề cập đến chính trường hợp.